# Billund Centret
Billund Centret er et kulturhuskompleks bygget i Billund, 1973. Centret indeholder bl.a. bibliotek, musikskole, børnehave, teatersal, café, udstillingssal samt Billund Kirke. I centret findes desuden Lokalhistorisk Forening for Grene Sogn. Tæt ved Billund Centret står skulpturen Træet i Billund skabt af billedkunstneren Sven Dalsgaard i 1975.